# Annelies Maas
Annelies Maas (Wageningen, 25 gennaio 1960) è un'ex nuotatrice olandese.
Specializzata nello stile libero ha vinto la medaglia di bronzo nella staffetta 4x100 m sl alle olimpiadi di Mosca 1980.

## Palmarès
- Olimpiadi
  - Mosca 1980: bronzo nella staffetta 4x100 m sl.

- Mondiali
  - 1982 - Guayaquil: bronzo nei 200 m sl e nella staffetta 4x100 m sl.

- Europei
  - 1977 - Jönköping: argento nei 400 m e 800 m sl e nella staffetta 4x100 m sl, bronzo nei 200 m sl.